# Italian Football League
La Italian Football League (IFL) è una lega sportiva che organizza l'omonimo campionato di football americano.
La lega è nata a Bergamo a dicembre del 2007 per volere dei presidenti Maurizio Benassi (Warriors), Fabio Gentile (Rhinos), Giacomo Giovannetti (Doves), Davide Giuliano (Elephants), Gianluigi Luchena (Dolphins), Mario Rende (Lions), e Ivano Tira (Panthers).
Il suo obiettivo è la promozione del football americano in Italia a livello di club.
Tra le mansioni operative, la programmazione dell'attività agonistica delle squadre e l'organizzazione del campionato, con l'autorizzazione della federazione.
Il primo presidente è stato Ivano Tira, presidente dei Panthers Parma.
Il presidente resta in carica per un quadriennio olimpico e può essere rieletto soltanto una volta.
Dalla stagione 2017 compresa la lega IFL non organizza più il campionato di massima serie del football americano italiano, ma rimane come struttura di aggregazione di alcune squadre partecipanti alla Prima Divisione.
Il campionato è invece gestito ed organizzato direttamente dalla federazione FIDAF.

## Formula
Il campionato viene disputato nella formula a girone unico con play-off e finale (Italian Superbowl) nelle prime quattro stagioni, nella quinta stagione, visto il record di società partecipanti (12), vengono introdotte le wildcard per determinare l'accesso ai play-off.

Per la stagione 2013 (che vede iscritte 8 società) la lega viene divisa in due gironi da 4 squadre con WildCard, Play-off e finale.

Per stagione 2014, con 11 squadre iscritte e la riforma dei campionati FIDAF, nella quale IFL diventa la "Prima Divisione", viene riproposta la formula del girone unico e vengono istituiti anche i play-out per la retrocessione in quella che è divenuta la "Seconda Divisione", ovvero la LeNAF.

Raggiunto l'obiettivo di tornare a 12 squadre, dalla IFL 2015 è nuovamente divisa in 2 gironi "Nord" e "Sud" da 6 team ciascuno, le prime quattro di ogni girone accedono ai playoff, mentre le ultime di ogni girone giocano il playout per la permanenza in IFL.
La stagione 2016 è stata l'ultima gestita dalla lega e si è disputata con formula a due gironi.

## Numerazione delle finali
Nel 2008 la IFL inizia la numerazione delle proprie finali utilizzando la numerazione romana, e partendo dal numero "I" (1), incrementando poi il numero di stagione in stagione.

Nel 2012 la lega decide di cambiare la numerazione del Italian Superbowl, in modo da riprendere la numerazione storica del Superbowl italiano, così la finale della stagione assume il numero XXXII anziché V, mentre il trofeo viene dedicato a Gionni Colombo.
Dal 2015 la finale cambia nome mantenendo la numerazione, e viene denomina "Italian Bowl" in luogo del precedente "Italian Superbowl".

## Team partecipanti
In grassetto i team che partecipano alla stagione in corso (o all'ultima stagione).
| Team                        | Numero Partecipazioni | Miglior piazzamento Stagione regolare | Partecipazioni Play Off | Titoli vinti |
| --------------------------- | --------------------- | ------------------------------------- | ----------------------- | ------------ |
| Briganti Napoli             | 2                     | 6° 2015 (Girone Sud)                  | 0                       | 0            |
| Aquile Ferrara              | 2                     | 5° 2015 (Girone Sud)                  | 0                       | 0            |
| Corsari Palermo †           | 1                     | 7° 2008                               | 0                       | 0            |
| Daemons Martesana           | 1                     | 8° 2012                               | 0                       | 0            |
| Dolphins Ancona             | 10                    | 1° 2016 (Girone Sud)                  | 4                       | 0            |
| Doves Bologna               | 4                     | 5° 2008                               | 0                       | 0            |
| Elephants Catania           | 5                     | 1° 2010 2012                          | 4                       | 0            |
| Giaguari Torino             | 4                     | 5° 2014                               | 1                       | 0            |
| Giants Bolzano              | 10                    | 1° 2008 2009                          | 8                       | 1            |
| Grizzlies Roma              | 3                     | 3° 2015 (Girone Sud)                  | 1                       | 0            |
| Guelfi Firenze              | 2                     | 3° 2016 (Girone Sud)                  | 1                       | 0            |
| Hogs Reggio Emilia          | 5                     | 4° 2011                               | 2                       | 0            |
| Lions Bergamo               | 8                     | 2° 2008                               | 4                       | 1            |
| Marines Lazio (Ducks Lazio) | 9                     | 1° 2015 (Girone Sud)                  | 4                       | 0            |
| Panthers Parma              | 10                    | 1° 2013 2015 (Girone Nord)            | 9                       | 4            |
| Rhinos Milano               | 10                    | 1° 2016 (Girone Nord)                 | 3                       | 1            |
| Seamen Milano               | 7                     | 2° 2013 2014 2015 (Girone Nord)       | 4                       | 2            |
| Sharks Palermo †            | 1                     | 9° 2008                               | 0                       | 0            |
| Warriors Bologna            | 9                     | 1° 2011                               | 4                       | 0            |

† : team non più in attività

## Albo d'oro

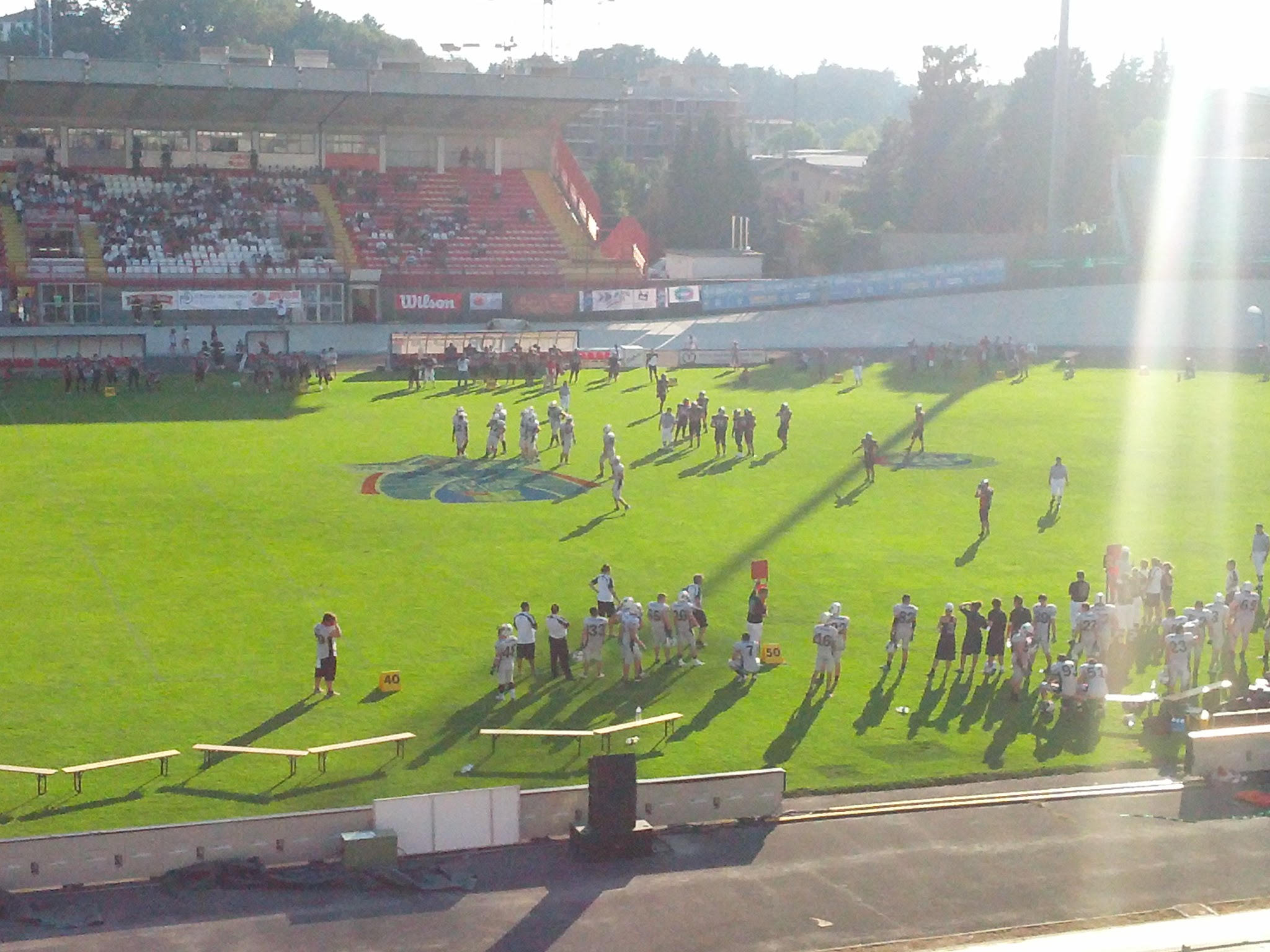
La Finale 2012 a Varese

## Organigramma
| Periodo   | Presidente            | Vicepresidente              | Consiglio Direttivo | Segretario             | Commissioner  | Addetto Stampa            |
| --------- | --------------------- | --------------------------- | --- | ---------------------- | ------------- | ------------------------- |
| 2008 2012 | Ivano Tira (Panthers) | Maurizio Benassi (Warriors) | Gianluigi Luchena (Dolphins) Mario Rende (Lions)                                                                                | Fabio Gentile (Rhinos) |               | Mauro Milesi              |
| 2012 2014 | Marco Mutti (Seamen)  | Argeo Tisma (Giants)        | Fabio Pacelli (Marines) Leonardo Lombardi (Dolphins)                                                                            |                        | Carlo Volante | Roberto Gotta (2012-2013) |
| 2015 2019 | Enrico Mambelli       |                             | Roberto Cecchi (Giaguari) Stefano Cicinelli (Grizzlies) Marco Mutti (Seamen) Raffaello Pellegrini (Aquile) Argeo Tisma (Giants) |                        |               | Alberto Tanassi (2014)    |

## Albo d'oro[2]
| Stagione | Titolo                                       | Vincitore                                    | Avversario                                   | Risultato                                    | Luogo                                        |
| -------- | -------------------------------------------- | -------------------------------------------- | -------------------------------------------- | -------------------------------------------- | -------------------------------------------- |
| 2008     | I Italian Superbowl                          | Lions Bergamo                                | Giants Bolzano                               | 56 - 54                                      | San Giovanni in Marignano Stadio Comunale    |
| 2009     | II Italian Superbowl                         | Giants Bolzano                               | Marines Lazio                                | 35 - 21                                      | Milano Marittima Stadio Dei Pini             |
| 2010     | III Italian Superbowl                        | Panthers Parma                               | Elephants Catania                            | 56 - 26                                      | Sesto San Giovanni Stadio Ernesto Breda      |
| 2011     | IV Italian Superbowl                         | Panthers Parma                               | Warriors Bologna                             | 76 - 62                                      | Parma Stadio Sergio Lanfranchi               |
| 2012     | XXXII Italian Superbowl                      | Panthers Parma                               | Elephants Catania                            | 61 - 43                                      | Varese Stadio Franco Ossola                  |
| 2013     | XXXIII Italian Superbowl                     | Panthers Parma                               | Seamen Milano                                | 51 - 28                                      | Ferrara Stadio Paolo Mazza                   |
| 2014     | XXXIV Italian Superbowl                      | Seamen Milano                                | Panthers Parma                               | 33 - 3                                       | Ferrara Stadio Paolo Mazza                   |
| 2015     | XXXV Italian Bowl                            | Seamen Milano                                | Panthers Parma                               | 24 - 14                                      | Milano Velodromo Vigorelli                   |
| 2016     | XXXVI Italian Bowl                           | Rhinos Milano                                | Giants Bolzano                               | 44 - 18                                      | Cesena Orogel Stadium-Dino Manuzzi           |
| 2017     | XXXVII Italian Bowl                          | Seamen Milano                                | Rhinos Milano                                | 37 - 29                                      | Vicenza Stadio Romeo Menti                   |
| 2018     | XXXVIII Italian Bowl                         | Seamen Milano                                | Giants Bolzano                               | 28 - 14                                      | Parma Stadio Lanfranchi                      |
| 2019     | XXXIX Italian Bowl                           | Seamen Milano                                | Guelfi Firenze                               | 62 - 28                                      | Sesto San Giovanni Stadio Ernesto Breda      |
| 2020     | Annullato a causa della Pandemia di COVID-19 | Annullato a causa della Pandemia di COVID-19 | Annullato a causa della Pandemia di COVID-19 | Annullato a causa della Pandemia di COVID-19 | Annullato a causa della Pandemia di COVID-19 |
| 2021     | XL Italian Bowl                              | Panthers Parma                               | Seamen Milano                                | 40- 34                                       | Piacenza Stadio Leonardo Garilli             |
| 2022     | XLI Italian Bowl                             | Guelfi Firenze                               | Seamen Milano                                | 21- 17                                       | Bologna Stadio Renato Dall'Ara               |
| 2023     | XLII Italian Bowl                            | Panthers Parma                               | Guelfi Firenze                               | 29- 13                                       | Toledo (Ohio) Glass Bowl                     |
| 2024     | XLIII Italian Bowl                           | Panthers Parma                               | Guelfi Firenze                               | 38-26                                        | Ravenna Stadio Benelli                       |
| 2025     | XLIV Italian Bowl                            |                                              |                                              |                                              | Toledo (Ohio) Glass Bowl                     |

## All-Star Game
Il 1º luglio 2012 si è disputato al Velodromo Vigorelli il primo All-Star Game IFL, nato da un'idea di alcuni giocatori americani, in particolare Walter Peoples Jr WR dei Warriors Bologna.
| Stagione | Nome Team Rosso | Nome Team Blu  | Risultato | Luogo                      |
| -------- | --------------- | -------------- | --------- | -------------------------- |
| 2012     | Milano          | Resto D'Italia | 0 - 14    | Milano Velodromo Vigorelli |

## Record della IFL

### MVP Italian Superbowl
- 2008 MVP Reggie Greene (RB, Giants Bolzano).
- 2009 MVP Reggie Greene (RB, Giants Bolzano).
- 2010 MVP Greg Hay (RB, Panthers Parma).
- 2011 MVP Tanyon Bissell (WR, Panthers Parma), MVP Ita Tommaso Monardi (QB, Panthers Parma), MVP Def Michele Canali (DL, Panthers Parma).
- 2012 MVP Kevin Grayson (WR, Panthers Parma).
- 2013 MVP Alessandro Malpeli Avalli (RB, Panthers Parma), MVP Usa Ryan Christian (RB, Panthers Parma), MVP Def Simone Bernardoni (DL, Panthers Parma).
- 2014 MVP Mattia Binda (RB, Seamen Milano),MVP Usa Jonathan Dally (QB, Seamen Milano), MVP def Andrea Zini (DB, Seamen Milano).
- 2015 MVP Stefano di Tunisi (WR, Seamen Milano), MVP Usa Jonathan Dally (QB, Seamen Milano)[11].
- 2016 MVP Nick Ricciardulli (RB, Rhinos Milano)
- 2017 MVP Luke Zahradka (QB, Seamen Milano)
- 2018 MVP Stefano di Tunisi (WR, Seamen Milano)
- 2019 MVP Luke Zahradka (QB, Seamen Milano)
- 2020 Non disputato
- 2021 MVP Tommaso Finadri (WR, Panthers Parma)
- 2022 MVP Lorenzo Dalle Piagge (DE, Guelfi Firenze)

### MVP Stagione

#### 2012
- Quarterback: Andrea Biasini (Daemons Martesana).
- Running back: Luca Callegati (Hogs Reggio Emilia).
- Wide Receiver: Mattia Parlangeli (Warriors Bologna).
- Offensive line: Alessio D'Arpa (Elephants Catania).
- Special teamer: Danilo Bonaparte (Seamen Milano).
- Defensive line: Federico Gallina (Giants Bolzano).
- Linebacker: Stefano Puntar (Giants Bolzano).
- Defensive back: Paolo Visiani (Lions Bergamo).
- Rookie: Giacomo Silvestri (Seamen Milano).
- USA: Jeff Souder (Daemons Martesana).

#### 2013
- Quarterback: Tommaso Monardi (Panthers Parma).
- Running back: Alessandro Malpeli Avalli (Panthers Parma).
- Wide receiver: Gianluca Santagostino (Seamen Milano).
- Offensive line: Matteo Ferrari (Panthers Parma).
- Special Team/Kicker: Andrea Vergazzoli (Panthers Parma).
- Special Team/returner: Mattia Parlangeli (Warriors Bologna).
- Defensive line: Simone Bernardoni (Panthers Parma).
- Linebacker: Daniele Pezza (Rhinos Milano).
- Defensive back: Daniele Francioni (Marines Lazio).
- Rookie: Gianluca Sorteni (Seamen Milano).
- USA: Shawn Abuhoff (Seamen Milano).

#### 2014[12]
- Quarterback: Tommaso Monardi (Panthers Parma).
- Running back: Alessandro Malpeli Avalli (Panthers Parma), Mattia Binda (Seamen Milano).
- Wide receiver: Giacomo Bonanno (Panthers Parma).
- Offensive line: Alessandro Vergani (Panthers Parma).
- Special Team/Kicker: Stefano Di Tunisi (Seamen Milano).
- Special Teamer: Dario Mingozzi (Aquile Ferrara).
- Defensive line: Simone Bernardoni (Panthers Parma).
- Linebacker: Daniele Pezza (Rhinos Milano).
- Defensive back: Carlo Fanini (Dolphins Ancona).
- Rookie: Francesco Sicignano (Aquile Ferrara).
- USA: Jonathan Dally (Seamen Milano).
- Fair Play: Gianluca Santagostino (Seamen Milano).

#### 2015[11]
- Quarterback: Tommaso Monardi (Panthers Parma)
- Running back: Alessandro Malpeli Avalli (Panthers Parma)
- Wide receiver: Stefano di Tunisi (Seamen Milano)
- Offensive line: Alessandro Vergani (Rhinos Milano)
- Special teamer: Francesco Diaferia (Panthers Parma)
- Defensive line: Simone Bernardoni (Panthers Parma)
- Linebacker: Roman Vikhnin (Dolphins Ancona)
- Defensive back: Andrea Zini (Seamen Milano)
- Rookie: Simone Cerini (Marines Lazio)
- USA: Paul Morant (Giants Bolzano)
- QB USA: Chaz Todd (Marines Lazio)
- Fair Play: Luca Vidau (Grizzlies Roma)